# محمد حسن عبد الله
الدكتور محمد حسن عبد الله، من مواليد 15 يناير 1935 – قرية تمي الأمديد (آنذاك، حاليا مركز تمي الأمديد) محافظة الدقهلية بمصر.

## المؤهلات:
- ليسانس كلية دار العلوم، بتقدير جيد جدا مع مرتبة الشرف الثانية 1961 م .
- ماجستير في الآداب من جامعة القاهرة، بدرجة ممتاز 1961م عن موضوع ”الريف في القصة المصرية”.
- دكتوراه في النقد الأدبي الحديث من جامعة عين شمس مع مرتبة الشرف الأولى 1970م عن أطروحة بعنوان: ”الواقعية في الرواية العربية”.

## العمل:
- قضى عاما واحدا باحثا متفرغا بكلية دار العلوم، حصل فيه على دبلوم الدراسات العليا، ثم سافر مدرسا بوزارة التربية (الكويت)– سبتمبر 1962– وبقى يعمل في التدريس المتوسط والثانوي ثلاثة أعوام.
- عمل بجامعة الكويت منذ تأسيسها عام 1966 وحتى 1987 (22 عاما) معيدا ثم مدرسا (1970) فأستاذا مساعدا (1975) فأستاذا للنقد الأدبي الحديث (1980) بكلية الآداب.
- أستاذ النقد الأدبي بجامعة القاهرة – كلية دار العلوم، فرع الفيوم (1990).
- رئيس قسم البلاغة والنقد والأدب المقارن، سابقا.
- وكيل كلية الدراسات العربية لشؤون الدراسات العليا والبحوث بالفيوم، سابقا.
- أستاذ متفرغ بكلية دار العلوم جامعة الفيوم، منذ بلوغه سن التقاعد سنة 2000.
- عضو اتحاد الكتاب بمصر.
- عضو مجلس إدارة نادي القصة بالقاهرة، سابق.
- عضو (منتسب) رابطة الأدباء بالكويت.
- تولى الإشراف على تحرير تراجم "معجم البابطين" لشعراء القرنين: التاسع عشر والعشرين، الصادر سنة 2008 = 25 جزءا، كما شارك في إصدار الطبعة الثالثة من "معجم البابطين للشعراء المعاصرين" الصادر سنة 2014.
- استشاري مجلة دراسات الخليج والجزيرة العربية – جامعة الكويت، سابقا.
- استشاري المجلة العربية للعلوم الإنسانية (كلية الآداب – جامعة الكويت).
- استشاري دورية كلية التربية (جامعة السويس)، سابقا.
- استشاري مجلة ”عالم الفكر” (المجلس الوطني للثقافة – الكويت).

## الجوائز:
- الجائزة الأولى للقصة القصيرة، وميدالية طه حسين الذهبية (على الجمهورية العربية المتحدة) – نادي القصة ، القاهرة 1958 (القصة بعنوان: “سطوحي ” ).
- الجائزة الأولى للرواية من المجلس الأعلى للفنون والآداب والميدالية الذهبية، القاهرة 1963م، عن رواية بعنوان: ”الشعلة وصحراء الجليد”.
- جائزة المسرح الإسلامي، من المجلس الوطني للثقافة بالكويت، عن مسرحية: “حادثة خط الاستواء“ ، عام 1980 بمناسبة استهلال القرن الخامس عشر الهجري.
- جائزة مؤسسة الكويت للتقدم العلمي لأحسن كتاب: "صقر الرشود مبدع الرؤية الثانية" – معرض الكويت الدولي للكتاب عام 1982م.
- جائزة مؤسسة الكويت للتقدم العلمي لأحسن كتاب: :الكويت والتنمية الثقافية العربية" – معرض الكويت الدولي للكتاب عام 1992م.
- جائزة ”الأستاذ” بجامعة الفيوم – 2005 .
- صدر عدد خاص من مجلة البيان التي تصدرها رابطة أدباء الكويت (مايو 1987م) عن مؤلفاته وجهده العلمي، بمناسبة انتهاء عمله بجامعة الكويت، وعودته إلى مصر.
- تم ترشيحه لجائزة الملك فيصل العالمية في النقد الأدبي الحديث (الرواية) عام 1996L.
- ثم ترشيحه لجائزة الدولة التقديرية (مصر) في الأدب عام 2020، وكان ضمن القائمة القصيرة.
- صدر عنه كتابان تكريميان: من كلية دار العلوم بالفيوم، بمناسبة بلوغه سن التقاعد (عام 2000)، ومن الهيئة العامة لقصور الثقافة – بمناسبة مرور قرن على افتتاح جامعة القاهرة (عام 2008).
- شارك في مؤتمرين للأدب الإسلامي:
  - بالمدينة المنورة عام 1981 – بدراسة عنوانها : ” قراءة إسلامية في قصص محمد عبد الحليم عبد الله ” .
  - وبالقاهرة عام 2010 – بدراسة عن المصادر المقدسة في مسرح علي أحمد باكثير.
- زار من العواصم العربية والعالمية ( محاضرا أو مشاركا في مؤتمرات أقيمت بها): فاس، طنجة، مراكش، البحرين، قرطبة، الكويت، الإسكندرية، طهران، شيراز، الخرطوم، واد مدني، تونس العاصمة، المانستير، الشارقة، المدينة المنورة، الدوحة.
- ترجم كتابه عن ” الكويت والتنمية الثقافية العربية ” إلى اللغة الصينية في إطار بروتوكول ثقافي بين دولة الكويت وجمهورية الصين – عام 2015 .